# Giovanni Spagnolli
Giovanni Spagnolli (ur. 26 października 1907 w Rovereto, zm. 5 października 1984 tamże) – włoski polityk, senator, minister w kilku gabinetach, w latach 1973–1976 przewodniczący Senatu.

## Życiorys
Urodził się w Rovereto, leżącym wówczas w Austro-Węgrzech. W trakcie I wojny światowej jako uchodźca przebywał w Vorarlbergu, po czym powrócił do rodzinnej miejscowości. Studiował następnie na Uniwersytecie Mediolańskim. Agostino Gemelli zatrudnił go na Katolickim Uniwersytecie Najświętszego Serca w Mediolanie, Giovanni Spagnolli był sekretarzem wydziału i zastępcą sekretarza administracyjnego tej uczelni. Zajmował też stanowisko menedżerskie w firmie Feltrinelli Legnami. W okresie II wojny światowej związany z ruchem oporu, działał w podziemnych strukturach Chrześcijańskiej Demokracji. W latach powojennych był dyrektorem generalnym i wiceprzewodniczącym służby zajmującej się pomocą osobom bezdomnym. Zasiadał w radzie miejskiej Mediolanu.
W 1953 z ramienia chadeków został po raz pierwszy wybrany w skład Senatu. W wyższej izbie włoskiego parlamentu zasiadał od tego czasu przez pięć kolejnych kadencji do 1976. Był podsekretarzem stanu w resorcie handlu zagranicznego (między 1958 a 1960). Wchodził w skład rządów, którymi kierowali Aldo Moro i Giovanni Leone. Pełnił w nich funkcje ministra marynarki handlowej (od grudnia 1963 do lutego 1966 i od czerwca do grudnia 1968) oraz ministra poczty i telekomunikacji (od lutego 1966 do czerwca 1968). Od czerwca 1973 do lipca 1976 sprawował urząd przewodniczącego Senatu.
W latach 1971–1980 był prezesem klubu alpejskiego Club Alpino Italiano.